# Municipio de Hadley (Arkansas)
El municipio de Hadley (en inglés: Hadley Township) es un municipio ubicado en el condado de Lafayette en el estado estadounidense de Arkansas. En el año 2010 tenía una población de 1027 habitantes y una densidad poblacional de 7,27 personas por km².

## Geografía
El municipio de Hadley se encuentra ubicado en las coordenadas 33°22′53″N 93°26′56″O / 33.38139, -93.44889. Según la Oficina del Censo de los Estados Unidos, el municipio tiene una superficie total de 141.33 km², de la cual 140,96 km² corresponden a tierra firme y (0,26 %) 0,37 km² es agua.

## Demografía
Según el censo de 2010, había 1027 personas residiendo en el municipio de Hadley. La densidad de población era de 7,27 hab./km². De los 1027 habitantes, el municipio de Hadley estaba compuesto por el 72,64 % blancos, el 25,71 % eran afroamericanos, el 0,1 % eran amerindios, el 0,68 % eran asiáticos, el 0,39 % eran de otras razas y el 0,49 % eran de una mezcla de razas. Del total de la población el 0,88 % eran hispanos o latinos de cualquier raza.